# Abalistes
Abalistes es un pequeño género de peces ballesta de la familia Balistidae, del orden de los Tetraodontiformes. Se encuentra en la región Indo-Pacífica y el Océano Atlántico.

## Especies
Especies reconocidas del género:
- Abalistes filamentosus Matsuura & Yoshino, 2004[1]
- Abalistes stellatus Anonymous, referred to Lacépède, 1798

### Lectura recomendada
- Matsuura, K. (2014): Taxonomy and systematics of tetraodontiform fishes: a review focusing primarily on progress in the period from 1980 to 2014. Ichthyological Research, 62 (1): 72-113.